# Uherčice, Znojmo
Uherčice là một làng thuộc huyện Znojmo, vùng Jihomoravský, Cộng hòa Séc.